# 박은하 (특전사)
박은하(朴銀河, 1981년 6월 12일 ~ )는 대한민국의 특전사 출신 유튜버이다. 특전사 중에서도 가장 강하다는 707 특수임무대대에서 복무했다. 전역 후 세 명의 자녀를 키우며 전업주부로 살았다. 그러다가 군에서 배운 생존 기술을 캠핑에 결합해 보게 되었다. 그렇게 취미로 부시크래프트를 즐기다가 개인방송 《은하캠핑》을 운영하는 유튜버로도 활동하게 되었다. 유도, 태권도, 특공무술 등을 장착한 실력자라서 개인방송에서 다양한 콘텐츠를 선보일 수 있었다. 《은하캠핑》은 2020년 12월 12일 현재 구독자 수 523,000명이다. 유튜브가 대중의 사랑을 받는 블루오션이 되자 기존 방송사에서도 재능있는 유튜버와 협업하는 사례가 늘면서 박은하도 2020년 11월 tvN 예능 《나는 살아있다》(2020년)에서 주 교관으로 출연하였다.